# コルボマイシン
コルボマイシン（英：Corbomycin）はグリコペプチド系抗生物質で土壌細菌が産生する。

## 作用機序
コルホマイシンは細胞壁のペプチドグリカンに付着することにより自己溶解を阻害する。その結果、細菌は分裂できなくなる。分裂には細胞壁の溶解と再構築が必要とするからである 。通常のグリコペプチドは細胞壁の形成を阻害する。

## 応用
重篤な感染症を引き起こす薬剤耐性黄色ブドウ球菌による感染を阻止することができる 。2020年現在、ヒトへの使用は承認している規制機関は存在しない。

## 歴史
コルホマイシンは2020年に発見された。研究者たちは自己抵抗性メカニズムが欠如するグリコペプチドの生合成遺伝子を研究しているときに発見した。研究者のBeth CulpはYves Brunと彼のチームと協力し、作用部位を特定するために細胞の画像化に取り組んだ。Culpの後のチームは同じ作用機序の抗生物質を発見した。コンプレスタチンは既知の抗生物質で同じ作用機序であることが示されている。